# Marko Vignjević
Marko Vignjević (serbisch-kyrillisch Марко Вигњевић; * 13. April 1998 in Novi Sad, BR Jugoslawien) ist ein serbischer Handballspieler.

## Karriere

### Verein
Der 1,98 m große linke Rückraumspieler lernte das Handballspielen beim RK Lavovi Bačka Palanka. In Kroatien lief er fünf Spielzeiten für den RK Spačva Vinkovci auf, mit dem er international an der EHF European League 2020/21 teilnahm. Im Februar 2022 wechselte  Vignjević in deutsche Bundesliga zu GWD Minden. Nach dem Abstieg aus der Bundesliga unterschrieb er beim deutschen Zweitligisten EHV Aue. Im Oktober 2024 schloss er sich dem Zweitligisten TuS Ferndorf an. Seit der Saison 2025/26 steht er beim kroatischen Verein RK Poreč unter Vertrag.

### Nationalmannschaft
Bei den Mittelmeerspielen 2022 gewann Marko Vignjević mit der serbischen A-Nationalmannschaft die Bronzemedaille. Bisher bestritt er mindestens sechs Länderspiele, in denen er zwei Tore erzielte.